# LINER

Galaxia M104, observată de Telescopul Spațial Hubble, cunoscută și sub numele de Galaxia Sombrero este un exemplu de galaxie LINER, de tip SA(s)a. Credit: HST/NASA/ESA.

În astronomie, acronimul LINER, care se referă la sintagma din engleză Low-Ionization Nuclear Emission-line Region, califică un tip de nucleu galactic al cărui spectru de emisie este caracterizat prin linii groase de atomi slab ionizați — așa cum sunt O, O+, N+ și S+ — și linii de emisiune mai fine de atomi foarte ionizați așa cum sunt O2+, Ne2+ și He+.
Galaxiile care conțin asemenea regiuni sunt denumite în general galaxii LINER. Ele sunt foarte răspândite, fiind de ordinul a unei treimi din galaxiile vecine Căii Lactee — adică dintre galaxiile situate pe o rază de circa 20 până la 40 Mpc (∼65,2 până la 130 de milioane de ani-lumină) în jurul Galaxiei Noastre. Circa 75 % dintre galaxiile LINER sunt galaxii eliptice, galaxii lenticulare sau galaxii de tip S0/a-Sab (galaxii spirale cu bulb mare și brațe spirale strânse), în timp ce sunt foarte rare printre galaxiile neregulate apropiate.
Galaxiile LINER se găsesc în mod frecvent printre galaxiile luminoase în infraroșu (LIRG, abreviere pentru sintagma din engleză luminous infrared galaxie), un tip de galaxii definit prin luminozitatea lor infraroșie care se formează frecvent când două galaxii se întâlnesc; circa 25% dintre LIRG au galaxii LINER.

## Dezbateri științifice: surse de energie și mecanismul ionizării
Originea galaxiilor LINER nu este clar stabilită. În primul rând, chestiunea sursei de energie responsabilă de ionizarea gazelor în centrul acestor galaxii nu este tranșată: pentru unii cercetători, ar fi vorba de galaxii active având o gaură neagră supermasivă în centrul lor, în timp ce, pentru alți astronomi, galaxiile LINER ar corespunde unor regiuni de formare a stelelor. ·  Apoi, chestiunea mecanismului de ionizare prin excitație a atomilor de gaz interstelar rămâne și ea deschisă: pentru unii, gazul ar fi ionizat sub efectul unor unde de șoc, în timp ce pentru alții ar fi prin fotoionizare ultravioletă. Aceste chestiuni sunt complicate prin faptul că galaxiile LINER se găsesc într-o mare varietate de obiecte cu morfologii și luminozități foarte diferite. 

## Formarea stelelor în galaxii LINER
Aceste dezbateri se alătură celor relative la relația eventuală dintre prezența regiunilor de formare a stelelor și luminozitatea infraroșie ridicată a LIRG.. Deși mecanismele exacte puse în aplicare în galaxiile LINER rămân în continuare în mare măsură de specificat, aceste galaxii sunt identificate în mod obișnuit cu galaxiile active.
Astronomi de la Universitatea din Maryland (Statele Unite ale Americii) au observat șase galaxii LINER transformându-se în quasar, în câteva luni.

## Galaxii LINER notabile
- Messier 94[1]
- NGC 5005[1]
- NGC 5195[1]
- Galaxia Sombrero[1]